# ألم الفرج (مصطلح عام)
ألم الفرج هو الألم في منطقة الفرج .  قد يشمل ذلك الألم في الدهليز أو البظر أو الشفرين الكبيرين .  قد تكون حالة قصيرة الأمد أو طويلة الأمد.  قد يؤدي ألم الفرج إلى القلق أو الاكتئاب أو الخلل الجنسي .  قد يرتبط الألم طويل الأمد بمتلازمة المثانة المؤلمة والألم العضلي الليفي . 
يتم تقسيم آلام الصمام الأبهري إلى نوعين، النوع الناتج عن سبب محدد والنوع الآخر هو الألم طويل الأمد الناتج عن سبب غير معروف، والمعروف باسم ألم الفرج .  تشمل الأسباب المحددة العدوى مثل عدوى الخميرة والهربس البسيط ، والاضطرابات الالتهابية مثل الحزاز المسطح والحزاز المتصلب ، والأورام مثل مرض باجيت وسرطان الخلايا الحرشفية ، والمشاكل العصبية مثل الألم العصبي التالي للهربس ، والإصابة مثل الجراحة والولادة والإشعاع وتشويه الأعضاء التناسلية للإناث ، والاضطرابات الهرمونية مثل متلازمة الجهاز البولي التناسلي لانقطاع الطمث وانقطاع الطمث الرضاعة . 
يعتمد العلاج على السبب الأساسي.  ألم الفرج أمر شائع.  يؤثر الألم طويل الأمد غير الواضح السبب على حوالي 22% من النساء في وقت ما، ويحدث الألم المرتبط بالجماع في 10% إلى 20% من النساء.  وقد تم وصف هذه الحالة بتفصيل منذ عام 1874 على الأقل بواسطة جايليارد توماس .  قد تتردد النساء في مناقشة هذه الحالة مع مقدم الرعاية الصحية الخاص بهن، وقد رفض بعض مقدمي الرعاية الصحية هذه المشكلة باعتبارها "نفسية". 